# Camí de Cal Pere de la Isidra

El Camí de Cal Pere de la Isidra, respecte del terme d'Abella de la Conca

El Camí de Cal Pere de la Isidra és un camí rural del terme municipal d'Abella de la Conca, a la comarca del Pallars Jussà.
És al sector nord-oriental de los Plans, al sud-oest de la vila d'Abella de la Conca. Arrenca del Camí Vell d'Isona al nord de la Llenasca, i al sud-oest de Cal Martí. S'adreça en direcció sud-est cap a Cal Xinco Miquel, Casa Adolf i Cal Pere de la Isidra i va a parar a la Carretera d'Abella de la Conca.
A partir dels primers anys del segle xxi s'ha convertit en un camí asfaltat, que relliga les principals masies de los Plans, així com la Carretera d'Abella amb el Camí Vell d'Isona i, a través d'una derivació, amb el Camí de Sant Romà d'Abella.

## Etimologia
Es tracta d'un topònim romànic modern, de caràcter descriptiu: pren el nom de la masia a la qual mena, Cal Pere de la Isidra.